# Juan José Arias
Juan José Arias Henao, también conocido como “el Cuñado” (Rionegro, 8 de enero de 2004) es un futbolista colombiano que juega como defensa en el Atlético Nacional de la Categoría Primera A de Colombia.

## Clubes
| Club              | País     | Año         |
| ----------------- | -------- | ----------- |
| Atlético Nacional | Colombia | 2022 - Act. |

## Palmarés

### Títulos nacionales
| Título                | Club              | País     | Año  |
| --------------------- | ----------------- | -------- | ---- |
| Torneo Apertura       | Atlético Nacional | Colombia | 2022 |
| Superliga de Colombia | Atlético Nacional | Colombia | 2023 |
| Copa Colombia         | Atlético Nacional | Colombia | 2023 |
| Copa Colombia         | Atlético Nacional | Colombia | 2024 |
| Torneo Finalización   | Atlético Nacional | Colombia | 2024 |